# Liste der Naturdenkmale in Bärweiler
Die Liste der Naturdenkmale in Bärweiler nennt die im Gemeindegebiet von Bärweiler ausgewiesenen Naturdenkmale (Stand 7. März 2024).

## Naturdenkmale
| Nr.         | Bezeichnung        | Lage                                                     | Beschreibung                                | Bild                                    |
| ----------- | ------------------ | -------------------------------------------------------- | ------------------------------------------- | --------------------------------------- |
| ND-7133-374 | Der Langenstein    | südwestlich des Ortes; Flur Am Langenstein Lage          | Felsen, Oberrotliegend der Wadern-Formation | Direkt Bild zu diesem Denkmal hochladen |
| ND-7133-419 | Vier Traubeneichen | nordöstlich des Ortes; Abteilung Hinter Merchenborn Lage | Quercus petraea, vier Bäume                 | Direkt Bild zu diesem Denkmal hochladen |
| ND-7133-441 | Rödelstein         | nordöstlich des Ortes; Abteilung Rödelstein Lage         | Felsen                                      | Direkt Bild zu diesem Denkmal hochladen |

## Ehemalige Naturdenkmale
| Nr. | Bezeichnung | Lage                                                               | Beschreibung                             | Bild                                    |
| --- | ----------- | ------------------------------------------------------------------ | ---------------------------------------- | --------------------------------------- |
|     | Eiche       | nordöstlich des Ortes an der L 376; Abteilung Steinkrügelchen Lage | Quercus sp.; Rechtsverordnung aufgehoben | Direkt Bild zu diesem Denkmal hochladen |